# A Trip to Jamaica
A Trip to Jamaica es una película de comedia dramática nigeriana de 2016 dirigida por Robert Peters. Está protagonizada por Ayo Makun, Funke Akindele, Nse Ikpe Etim y Dan Davies. Cuenta las aventuras de una pareja recién comprometida en la residencia de sus parientes fuera de Nigeria, y cómo los secretos de su anfitrión llevaron a la eventual ruptura de su unión en medio del choque cultural del nuevo país y la convivencia con ciudadanos de clase alta. Aunque fue un éxito de taquilla, rompiendo el récord establecido por 30 Days in Atlanta como la película nigeriana más taquillera, recibió críticas que iban principalmente de mixtas a negativas.
Se estrenó el 25 de septiembre de 2016 en el estado de Lagos. El evento contó con un partido de fútbol de celebridades en el que participaron ex internacionales, como Nwankwo Kanu, Jay Jay Okocha, Peter Rufai, Joseph Yobo y Stephen Appiah.

## Sinopsis
Akpos (Ayo Makun) le propone matrimonio a Bola (Funke Akindele) por teléfono a través de una transmisión en vivo durante la Fiesta anual de One Lago. Ella acepta y deciden viajar al extranjero para la luna de miel previa a la boda. Al llegar a Estados Unidos son recibidos por la hermana de Bola, Abigail (Nse Ikpe-Etim) y su esposo, Michael Rice (Dan Davies). Al llegar a la casa de Michael, ambos están asombrados por la magnífica mansión en que vivirán. Bola nota que su hermana no parece muy feliz viviendo con su cuñado, pero Abigail se niega a hablar del tema. Poco después todos viajan a Jamaica en un jet privado. Allí Akpos, Abigail y Michael, que en realidad es un narcotraficante, son secuestrados.

## Elenco
- Ayo Makun como Akpos
- Funke Akindele como Bola
- Nse Ikpe-Etim como Abigail Rice
- Dan Davies como Michael Rice
- Eric Roberts como Sonnie
- Chris Attoh como Tayo Adenuga
- Cynthia Morgan como ella misma
- Patoranking como él mismo
- Olamide como él mismo
- Paul Campbell como Casper
- Rebecca Silvera como Jodi
- Alex Moore como Marlon
- Brian Ray Moore como Ricky
- Gbenga Adeyinka como presentadora
- Nancy Isime como presentadora de One Lagos Fiesta
- Alphonso A'Qen-Aten Jackson como el guardaespaldas de Sonnie
- Barry Piacente como Andrew, el mayordomo

## Recepción
Nollywood reinventó la calificó con un 31% y afirma que lo único que tiene a su favor son las risas, pero eso también es escaso en cantidad.
Okon Ekpo de YNaija hizo una panorámica desde la actuación hasta la historia y dirección. Ekpo opinaba que el director no había mejorado de sus lapsos en 30 Days in Atlanta. Criticó la trama explicando que el guion era "de mala calidad" e "inseguro de sí mismo". Describió a Funke Akindele, como una actriz genuinamente divertida, a la que le costaba ser graciosa debido al mal guion. También señaló que la actuación fue una decepción de lo que se vio en 30 días en Atlanta, pero elogió la continuidad y calidad de la imagen como una mejora de la película anterior.
Isedehi Aigbogun de Film Scriptic le dio una crítica mixta a positiva, diciendo: "Es completamente disfrutable y divertida... es bastante interesante ver a Dan Davies (Michael) como una persona malvada que sorprendentemente sabe cómo mantener la calma." Luego añadió: Nse Ikpe-Etim (Abigal) fue exquisita en su actuación... aunque otras actuaciones no cumplieron con lo esperado. En general, realmente la disfruté".
Chidumga Izuzu de Pulse Nigeria también la reseñó, señalándola comoomo una "película de comedia mediocre" con puntos de risa limitados y muchos chistes inconexos. Explicó que la interpretación de Etml era plana y carecía de vida, además de que Makun había exagerado su papel como Aposk. También opinó que la inclusión de Patoranking y Cynthia Morgan no agregó ningún valor a la película. En cuanto a la trama la describió como una prueba de que "una idea divertida no siempre hace una película divertida". En comparación con 30 días en Atlantla la describió como "una historia menos inteligente".
Antes de su estreno en los cines nigerianos, Ayo Makun reiteró que estaba optimista de que la recesión económica en el país no afectaría el éxito de taquilla. Después de su lanzamiento, se informó que su recaudación era mayor a la obtenida por las principales películas de Hollywood en 2016, incluidas Batman v Superman: Dawn of Justice, Capitán América: Civil War, Suicide Squad, London Has Fallen, Gods of Egypt y Doctor Strange.
En noviembre de 2016, se informó que recaudó 168 millones de nairas, rompiendo el récord anterior establecido por 30 Days in Atlanta. También batió otros récords al ser la primera película en alcanzar los 35 millones de nairas en el primer fin de semana, 62 millones en su primera semana y ser la más rápida en obtener 100 millones y 150 millones de nairas, en diecisiete días y seis semanas, respectivamente.
Se estrenó en los Cines Odeon en Londres en diciembre de 2016 y se convirtió en la más taquillera ese fin de semana.

## Premios y nominaciones
Ganó el premio Africa Entertainment Legends Award (AELA) a la Mejor Película de Cine de 2016 y recibió cuatro nominaciones en los premios Africa Magic Viewers Choice Awards 2017, incluidas las categorías de mejor actriz de comedia, mejor escritor, mejor película (África Occidental) y mejor actor en una comedia. La entrega de premios se llevó a cabo en marzo de 2017 en el estado de Lagos.